# San Mateo Mountains (Cibola County)
San Mateo Mountains (česky pohoří sv. Matouše) je vulkanické pohoří v kraji Cibola County, na západě Nového Mexika, přibližně 100 km západně od města Albuquerque, ve Spojených státech amerických.
Nejvyšším vrcholem je Mount Taylor (3 445 m),
nejvyšší hora západní části Nového Mexika. Mount Taylor má důležité postavení v mytologii indiánského kmene Navahů, kteří žijí v okolí.
Jižně od San Mateo Mountains, v Socorro County, leží pohoří stejného jména.